# Chapelle de la Miséricorde de Saint-Martin-Vésubie
La chapelle de la Vierge de la Miséricorde et de Saint Jean-Baptiste ou chapelle des Pénitents noirs, sur la Place Vieille, appelée couramment chapelle de la Miséricorde, est une chapelle catholique située à Saint-Martin-Vésubie, en France. Elle est construite dans un style baroque populaire alpin.

## Localisation
La chapelle est située dans le département français des Alpes-Maritimes, à Saint-Martin-Vésubie.

## Historique
La chapelle est probablement médiévale car elle se trouve près du premier noyau de la ville, mais elle a été très modifiée depuis. Le clocheton date de 1840, mais la façade actuelle a été réalisée au XXe siècle.
L'édifice est classé au titre des monuments historiques le 17 septembre 1997.